# Hellanikos z Lesbos

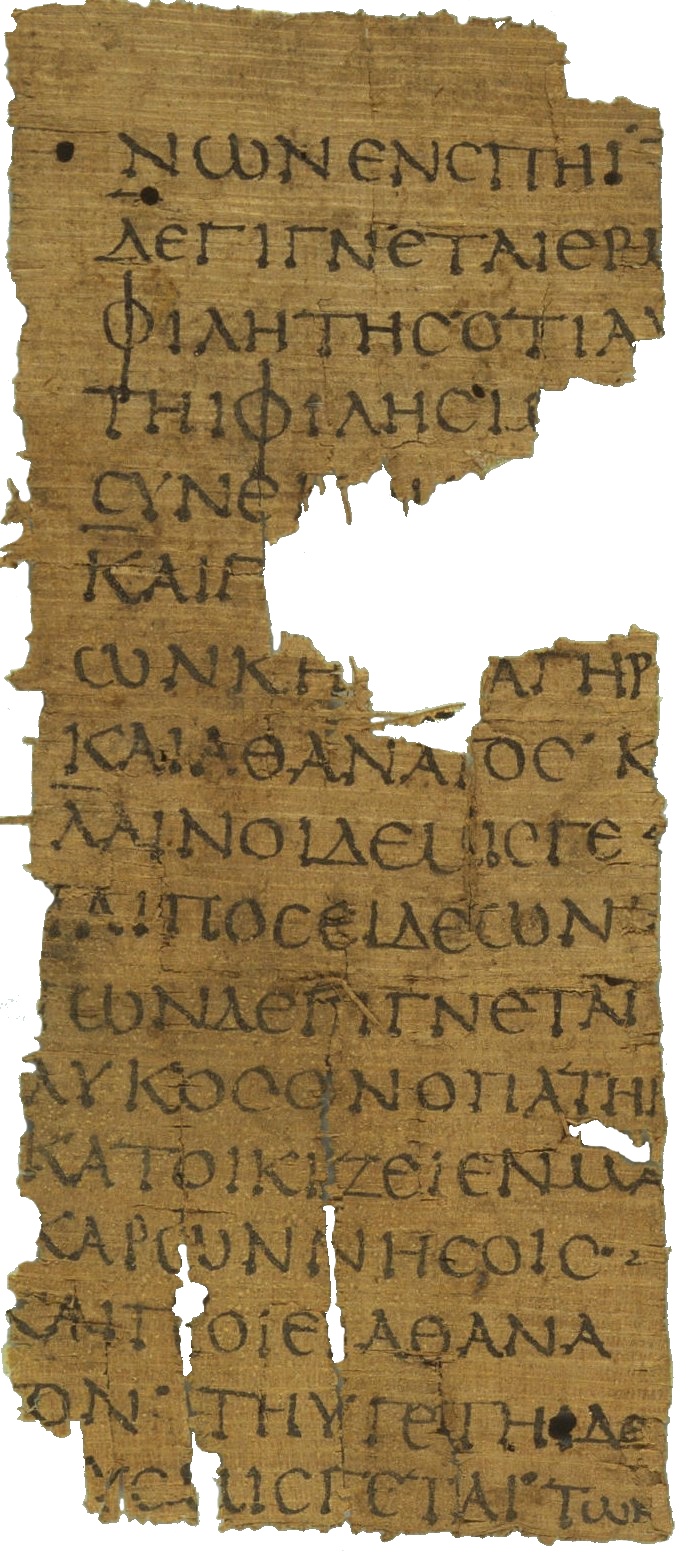
Papirus Oxyrhyncus 1084, zawierający urywek Atlantis Hellanikosa z Lesbos

Hellanikos z Lesbos (gr. Ἑλλάνικος) – grecki historyk tworzący w drugiej połowie V wieku p.n.e., zaliczany do grona tzw. logografów.
Pochodził z Mityleny na wyspie Lesbos. Urodzić miał się w roku bitwy pod Salaminą (480 p.n.e.), stąd jego imię, nadane na pamiątkę greckiego zwycięstwa. Był autorem pięciu dzieł mitograficznych: Phoronis, Deukalioneia, Atlantis, Asopis, Troika. Pisał również rozprawy o tematyce etnograficznej, poświęcone poszczególnym krainom greckim (Arkadii, Beocji, Lesbos, Tesalii) i krajom ościennym (Cyprowi, Egiptowi, Persji, Scytii). Dużą wagę przywiązywał do chronologii wydarzeń w świecie greckim, sporządzając listy zwycięzców igrzysk karnejskich oraz kapłanek Hery w sanktuarium w Argos. Pod koniec życia osiadł w Atenach, gdzie napisał Atthis – kronikę historyczną Attyki w dwóch księgach, obejmującą wydarzenia od czasów mitycznych do końca wojny peloponeskiej (404 p.n.e.).
Wszystkie jego pisma zaginęły (zachowało się około 200 fragmentów i cytatów w pracach innych autorów). Z jego prac jako źródeł korzystali późniejsi historycy, m.in. Dionizjusz z Halikarnasu i Apollodoros z Aten.